# ヤルヴェンパー
ヤルヴェンパー（フィンランド語: Järvenpää [ˈjærʋemˌpæː]、スウェーデン語: Träskända）は、フィンランドの基礎自治体のひとつである。ウーシマー県ヘルシンキ郡に属する。

## 歴史
1951年にトゥースラから分離独立した。独立後は商業都市として発展を続け、1967年には市となった。

## 地理
ヤルヴェンパーはヘルシンキとリーヒマキを結ぶ鉄道が通り、ヘルシンキからは北に37kmの位置にある。隣接している都市はトゥースラ、シポー、マンツァラ。ケラヴァは近隣ではあるが、間にトゥースラがあり隣接はしていない。

## 交通
鉄道が市の中心部を通る。中心駅であるヤルヴェンパー駅の他にキュロラ駅、サウナカッリオ駅、ハーラヨキ駅、プロラ駅が市内に存在する。列車はヤルヴェンパー駅には1時間2本、その他の駅には1時間1本程度停車する。ヘルシンキ中心部へは鉄道・道路のどちらを使っても30分ほどで到着する。ヘルシンキ・ヴァンター空港へは20分程度。

## 文化
ジャン・シベリウス邸「アイノラ」が市中心部から南2kmに現存している。シベリウスは1904年にこの地に移り住み、1957年に死ぬまでここに住み続けた。アイノラは夏期にシベリウス・ミュージアムとして一般客に開放されている。
建築家アルヴァ・アールトが設計した、作曲家ヨーナス・コッコネンの自邸〈コッコネン邸〉がヤルヴェンパーのトゥースラ湖のそばにある。

## イベント
イベントホール「ヤルヴェンパー・タロ」があり、年中コンサートや映画、アートイベントなどが開かれている。また音楽イベント「プイストブルエス」（ブルース週間）が毎年開かれ、市中心部のブルース・ストリートではこの期間、コンサートや道ばたのセッションなどで盛り上がる。

## 姉妹都市

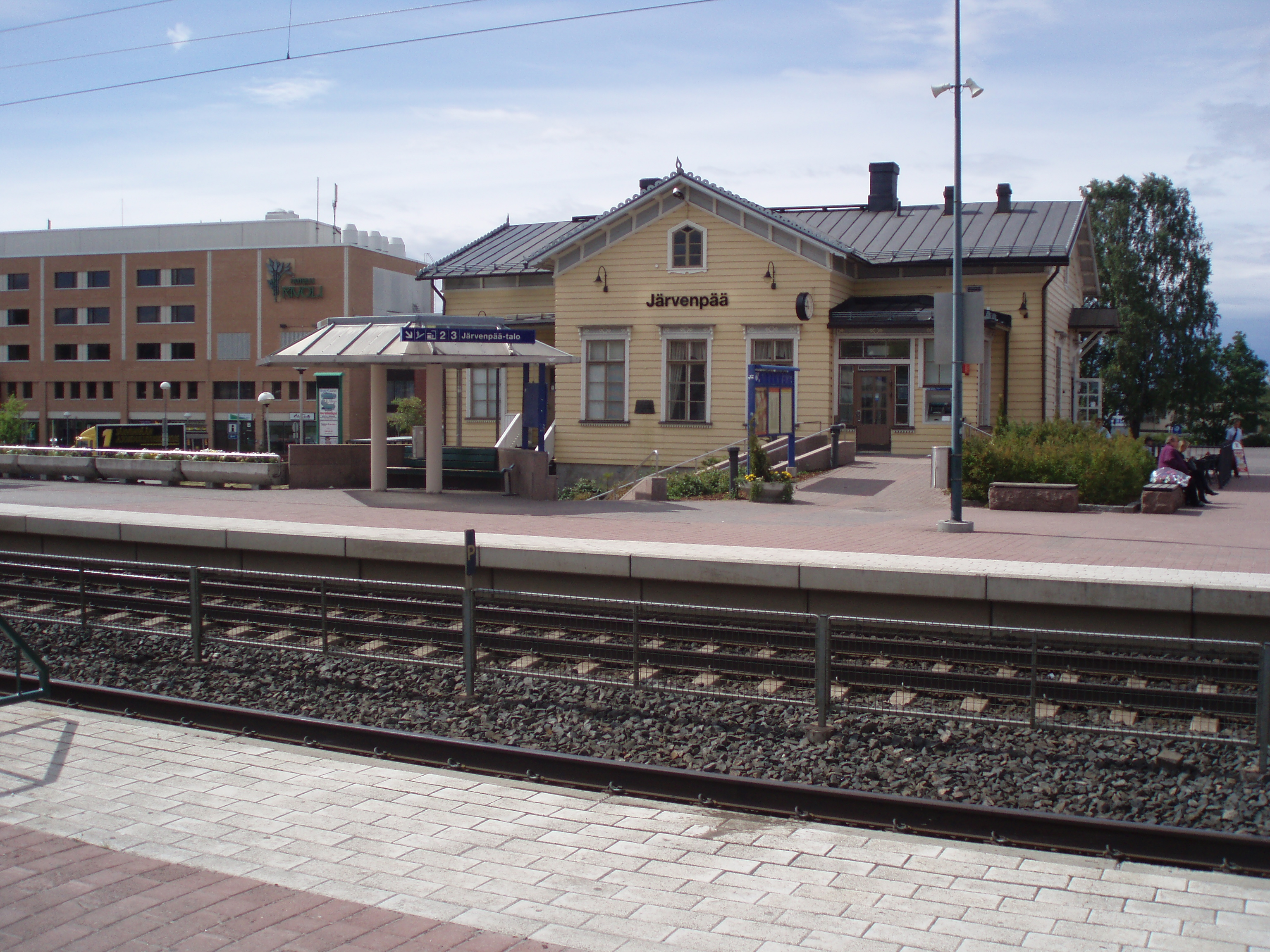
ヤルヴェンパー駅

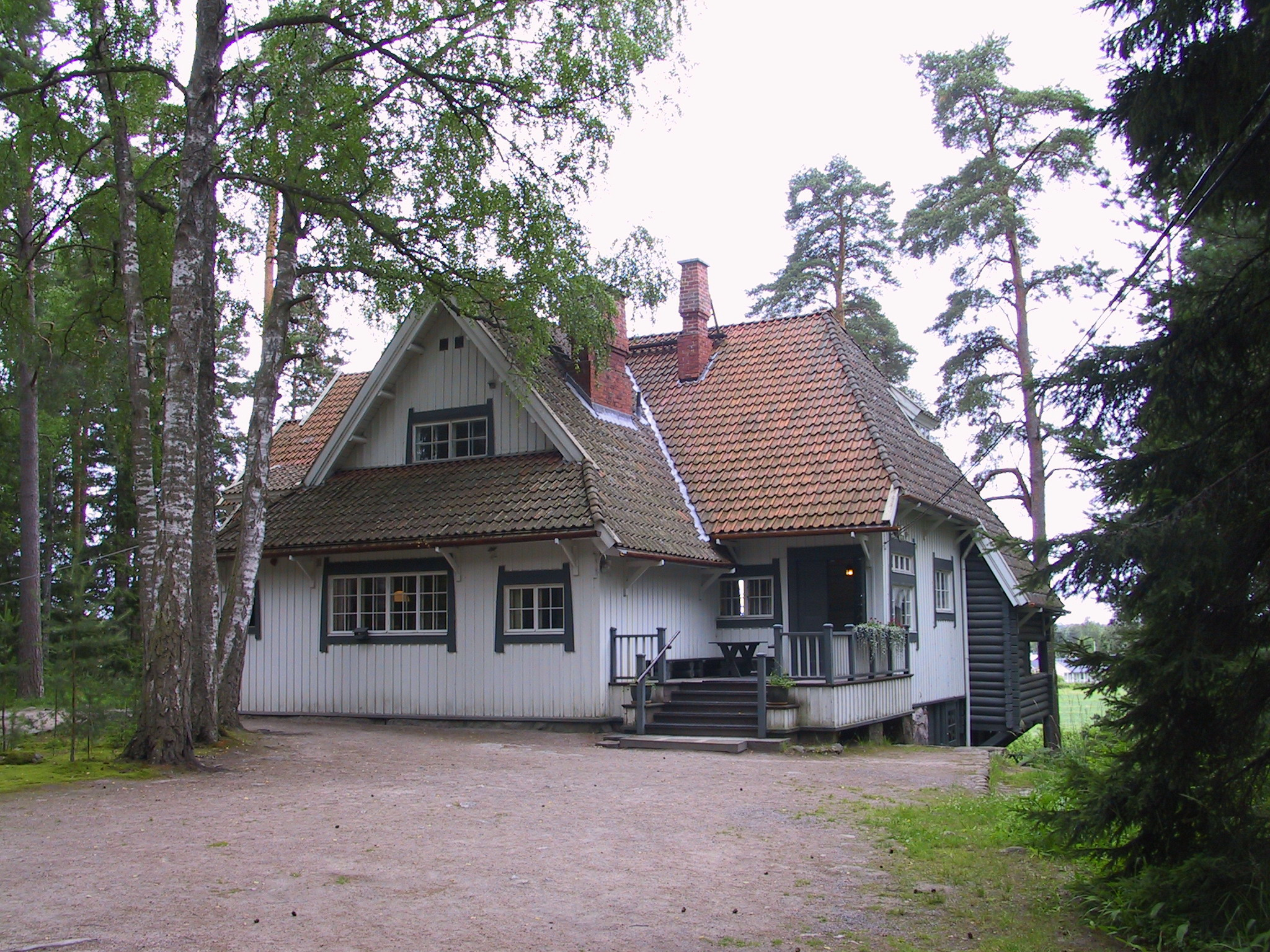
アイノラ

- - ヴァーチ（ハンガリー）
- - ロードオーバ（デンマーク）
- - ローレンスク（ノルウェー）
- - テビー（スウェーデン）
- - ユゲヴァ（エストニア）
- - ヴォルホフ（ロシア）
- - ブッフホルツ（ドイツ）
- - パサデナ（アメリカ合衆国）
- - ホー（ガーナ）

## 参照
- ケラヴァ